# Lac Châtelain
Der Lac Châtelain ist ein See auf der Ungava-Halbinsel im Norden der kanadischen Provinz Québec.

## Lage
Der Lac Châtelain befindet sich 180 km östlich der Hudson Bay und 15 km südwestlich des Lac Klotz. Der See liegt im Bereich des Kanadischen Schildes auf einer Höhe von etwa 210 m. Er hat eine Längsausdehnung in West-Ost-Richtung von 39 km. Die Fläche des durch Halbinseln stark gegliederten Sees beträgt 113 km². Er wird zum östlich benachbarten See Lac Fairwind und weiter zum Lac Bécard entwässert. 

## Namensgebung
Der See wurde 1946 nach Louis-Jean-François Châtelain (1742–?), einem Angestellten der North West Company, benannt.